# Lake Ka-ho
Lake Ka-Ho est un village du comté de Macoupin, en Illinois, aux États-Unis. Il est incorporé le 17 novembre 2000,. Lors du recensement de 2010, le village comptait une population de 237 habitants.

## Source de la traduction
- (en) Cet article est partiellement ou en totalité issu de l’article de Wikipédia en anglais intitulé « Lake Ka-ho, Illinois » (voir la liste des auteurs).